# Clontarf, New South Wales
Clontarf är en förort till Sydney i Australien. Den ligger i kommunen Northern Beaches och delstaten New South Wales, i den sydöstra delen av landet, nära centrala Sydney. Antalet invånare är 1 580.